# Transmission d'énergie sans fil
La transmission d'énergie sans fil (TESF, en anglais Wireless Energy Transmission, WET, ou Wireless Power Transfer, ou Wireless Power Transmission, WPT) est une technique permettant la distribution de l'énergie électrique sans utiliser de support matériel.

Schéma fonctionnel d’un système de transmission d’énergie sans fil

Cette technique est destinée à être utilisée, soit pour alimenter des lieux difficiles d'accès, soit pour recharger des objets nomades (véhicules, téléphones, outillage portatif…) .
Contrairement à la transmission de données, le rendement est le critère à maximiser pour la transmission d'énergie, il détermine le choix entre les différentes techniques.

## Histoire
(novembre 2013).
Si vous disposez d'ouvrages ou d'articles de référence ou si vous connaissez des sites web de qualité traitant du thème abordé ici, merci de compléter l'article en donnant les références utiles à sa vérifiabilité et en les liant à la section « Notes et références ».
En 1825, William Sturgeon invente l'électroaimant, un fil conducteur enroulé autour d'un noyau de fer. Le principe de l'induction électromagnétique — un champ magnétique fluctuant induit un courant électrique dans un fil électrique — est découvert par Michael Faraday en 1831. Combinant ces deux découvertes, Nicholas Callan est le premier en 1836 à faire la démonstration d'une transmission d'une énergie électrique sans fil. L'appareil à bobine d'induction de Callan est constitué de deux bobines isolées — appelées bobinages primaire et secondaire — placées autour d'un noyau de fer. Une batterie connectée par intermittence au primaire « induit » une tension dans le secondaire, provoquant une étincelle,.
Dans une bobine d'induction ou un transformateur électrique, qui peut avoir un cœur ferreux ou de l'air, la transmission d'énergie se fait par simple couplage électromagnétique aussi connu par le terme induction mutuelle. Avec cette méthode, il est possible de transmettre de l'énergie sur de grandes distances. Cependant, pour diriger l'énergie dans la bonne direction, les deux bobines doivent être placées suffisamment proches.
Dans le cas de couplage résonnant, où les bobines sont réglées sur la même fréquence, une puissance significative peut être transmise sur plusieurs mètres.
En 1864, James Clerk Maxwell réalise une modélisation mathématique du comportement des radiations électromagnétiques. En 1888, Heinrich Hertz réalise une transmission sans fil d'ondes radio, validant les modèles mathématiques de Maxwell. L'appareil de Hertz est considéré comme le premier transmetteur radio. Quelques années plus tard, Guglielmo Marconi améliore le transmetteur, en y ajoutant un conducteur élevé et une connexion à la terre. Ces deux éléments peuvent être retrouvés dans les travaux de Benjamin Franklin en 1749 et de Mahlon Loomas en 1864[réf. nécessaire].
Nikola Tesla s'intéresse aussi à la transmission radio mais contrairement à Marconi, Tesla conçoit son propre transmetteur, d'une puissance instantanée cinq fois supérieure à celui de ses prédécesseurs.  Tous ces systèmes utilisent au minimum quatre circuits de résonance, deux pour l'émetteur et deux pour le récepteur.
Alors que les techniques sans fil se développent au début du XXe siècle, des recherches sont effectuées sur des méthodes de transmission alternatives. Le but était de générer un effet localement et de le détecter à distance. Des tests sont effectués sur des charges plus importantes, remplaçant les récepteurs faiblement résistifs utilisés jusqu'alors pour détecter un signal reçu. Au St. Louis World's Fair (1904), un prix est offert pour l'alimentation à une distance de 30 mètres d'un moteur de 0,1 ch (75 W).

## Ratio taille/puissance
La taille des composants est déterminée par :
- la distance de transmission
- la longueur d'onde utilisée
- les lois de la physique, en particulier le critère de Rayleigh ou la limite de diffraction, utilisées dans la conception des antennes RF, ainsi que dans la conception des laser. Ces lois décrivent le comportement de rayons (micro ondes ou laser) qui vont s'affaiblir et diffuser avec la distance. Plus l'émetteur sera grand (diamètre d'une antenne, ouverture d'un laser), plus le rayon sera concentré, et moins il s'étalera en fonction de la distance (et vice-versa). Les petites antennes vont également favoriser la déperdition d'énergie par les lobes secondaires.

Les niveaux de puissance sont alors calculés en fonction de tous ces paramètres, ainsi que la somme des gains et des pertes caractéristiques des antennes, et la prise en compte de la transparence du médium dans lequel l'onde est transportée. Cette étape est connue comme étant le calcul du bilan de liaison (Link Budget).

## Systèmes à champ proche
Ces techniques permettent la transmission d'énergie sur une distance comparable au diamètre des éléments transmetteurs. Elle va généralement de quelques centimètres à quelques mètres.

### Couplage inductif
Le principe d'un transformateur électrique est l'exemple le plus courant de transmission d'énergie sans fil. Les bobines du primaire et du secondaire sont électriquement isolées l'une de l'autre. Le transfert d'énergie se fait par couplage électromagnétique connu sous le nom de courant induit. L'inconvénient principal est la proximité requise du récepteur pour permettre le couplage. La recharge sans fil repose sur le principe de l’induction électromagnétique. En faisant circuler un courant électrique à travers une bobine, on crée un champ magnétique dont l’action entraîne l’apparition d’un nouveau courant électrique au niveau d’une seconde bobine distante.
On peut ainsi transférer de l’électricité d’un appareil à l’autre sans contact physique. Les applications courantes de la recharge par induction exigent tout de même que le chargeur et le récepteur soient situés à proximité immédiate l’un de l’autre. C’est la raison pour laquelle on parle parfois de systèmes de recharge en « champ proche ».
Les applications sont diverses :
- Certains chargeurs électriques d'objets portables utilisent ce principe pour éviter les contacts : brosse à dents électrique, téléphone mobile[6],[7].
- Les plaques de cuisson à induction. On peut avancer le fait que l'ustensile métallique ne constitue pas à proprement parler un enroulement secondaire. On peut le considérer comme un noyau non laminé d'un électroaimant alternatif, dans lequel les courants induits provoquent l'effet thermique par courant de Foucault.
- Transfert transcutané (TET de l'anglais Transcutaneous Energy Transfer) dans les systèmes de piles cardiaques (ex-AbioCor), et autres systèmes implantés.

### Couplage inductif par résonance
En 2006, Marin Soljačić ainsi que d'autres chercheurs du Massachusetts Institute of Technology (MIT) proposent une nouvelle application de transfert d'énergie sans fil, en se basant sur la théorie de l'électromagnétisme à champ proche, et l'utilisation de « résonateurs couplés »,. Dans leur courte analyse théorique ils démontrent que lors de l'émission d'ondes électromagnétiques avec un guide d'ondes à grand angle, des ondes évanescentes sont produites sans transporter d'énergie. Si un guide d'ondes résonnant est placé près de l'émetteur, les ondes évanescentes peuvent transmettre de l'énergie par un effet similaire à l'effet tunnel, le couplage des ondes évanescentes. L'énergie canalisée peut ainsi être transformée en énergie électrique continue au niveau du récepteur, et elle ne serait pas dissipée ou absorbée par l'environnement du système. Le 7 juin 2007 un prototype est réalisé par le MIT : WiTricité permet d'alimenter une ampoule de 60 watts à une distance de 2 mètres, avec un rendement de 40 %.
Le couplage inductif par résonance est une réponse prometteuse aux défauts liés au couplage inductif traditionnel et aux rayonnements électromagnétiques : distance et efficacité. La résonance augmente le rendement en concentrant le champ magnétique sur le récepteur qui possède la même fréquence de résonance. Le récepteur est un solénoïde avec un enroulement sur simple couche, contrairement au secondaire des transformateurs classiques, ainsi que des plaques capacitives à chaque extrémité, qui accordent la bobine à la fréquence de l'émetteur, éliminant ainsi la perte d'énergie de « problème d'onde ».
Dès le début des années 1960, le transfert d'énergie par couplage inductif résonant a été utilisé avec succès dans les implants médicaux tels que le stimulateur cardiaque ou le cœur artificiel. Alors que les premiers systèmes utilisaient un récepteur à bobine résonante les derniers systèmes utilisent également des émetteurs à bobine résonante. Ces systèmes médicaux sont conçus pour avoir un rendement optimal avec de l'électronique faible puissance, en gérant les désadaptations et variations dynamiques des bobines. La distance de transmission de ces systèmes est généralement inférieure à 20 cm. Aujourd'hui le transfert d'énergie par couplage inductif résonant est fréquemment utilisé dans beaucoup d'implants commercialisés.
Le transfert d'énergie pour l'alimentation des voitures électriques et des autobus est une application expérimentale de grande puissance ( > 10kW ) de cette technique. Des niveaux de puissance importants sont nécessaires pour la recharge rapide des véhicules, et un bon rendement permet une économie d'énergie et la diminution des impacts environnementaux. Une autoroute expérimentale utilisant ce principe a été réalisée pour recharger les batteries d'un autobus prototype,. L'autobus pourrait être équipé d'une bobine rétractable pour diminuer la distance de transmission, le système prototype ayant été conçu pour une distance de 10 cm. Des recherches sont également faites pour recharger les voitures sur des points de stationnement et dans les garages.
Il existe différentes formes de coupleurs permettant de recharges des véhicules électriques, les plus répandues sont les formes rectangulaires, circulaire, Double D ou en huit ou encore les formes appelées bipolaires.
La recharge de ses batteries grâce aux ondes radio et la commercialisation s'annoncent imminentes.

### Rendement
L'efficacité énergétique en charge varie selon le modèle employé. 
Créée en 2008 par le Wireless Power Consortium (WPC), une organisation qui vise à promouvoir la technologie de recharge sans fil, la norme Qi est un des standards de la charge sans fil pour des puissances de 5 à 15 W.
Pour les chargeurs de smartphones et matériels associés, à la norme Qi, l'efficacité est de 40 à 55 % indépendamment des pertes dans l'appareil récepteur. Il faut également tenir compte de l'énergie consommée une fois la recharge terminée, qui peut atteindre dix fois la consommation de veille de la recharge par câble. Par sa lenteur et ses pertes, la recharge sans fil est plutôt un complément du rechargement filaire qu'une solution menant à son remplacement.

## Systèmes àchamp lointain
Ces systèmes permettent l'acheminement de l'énergie sur des distances bien plus grandes que le diamètre des transmetteurs, par exemple sur plusieurs kilomètres. Jusqu'au début du XXIe siècle, la transmission d'énergie sans fil sur courte et moyenne distances est peu exploitée (puces RFID faible puissance). La peur d'éventuels risques sanitaires concernant la transmission aérienne d'énergie est une cause de l'abandon du projet.
L'utilisation de radiations microondes directionnelles permet de limiter les risques concernant la santé et la sécurité. La maîtrise de la précision d'alignement entre l'émetteur et le récepteur est un critère déterminant pour la sécurité du système. En 2007, les recherches commencent à aboutir à des solutions concrètes, tel le système Witricité.
Récemment, de nouvelles techniques de convertisseurs à haut rendement d’énergie micro-onde en énergie électrique continue ont vu le jour permettant ainsi de récupérer un maximum d'énergie du faisceau micro-onde incident. Ces techniques s'appuient sur un système de filtrage et un redresseur, basé sur l’association originale d’un système passif d’adaptation d’impédance optimisé et d’un convertisseur spécifique. Ce type de dispositif présente un grand potentiel d’application pour l’alimentation de systèmes nomades dans le contexte du développement de l’intelligence ambiante. Cette avancée technologique donne la possibilité de récupérer assez d’énergie pour alimenter un grand nombre de petits dispositifs : étiquetage, identification, rapatriement de données d’un capteur abandonné, petits micro processeurs… et pourra donc être utilisée comme source d’approvisionnement en énergie électrique d’une multitude de micro systèmes faible consommation situés jusqu’à plusieurs mètres de la source avec un rendement de conversion jamais atteint jusqu’alors. Ces microsystèmes auront une durée de vie illimitée par rapport à ceux dotés d'éléments de stockage local d’énergie par voie électrochimique (pile). Il est aussi envisageable d'utiliser cette technique pour recharger à distance des accumulateurs embarqués sur un système nomade ou non connecté à une source d'énergie.

### Ondes radio et micro ondes
1975 : En faisant converger le champ électromagnétique grâce à une antenne géante, la NASA a réalisé en un transfert d'environ 34 kW sur une distance de 1,5 km. Le rendement à l'arrivée (c'est-à-dire : le ratio de la puissance électrique en courant continu en sortie par rapport à la puissance RF intégrée et incidente, totale et disponible sur l'antenne de réception-conversion) obtenu était, selon la NASA supérieur à 80 %. Le rendement de toute la chaine quant à lui était plutôt de l'ordre de 7 % car seulement 11,3 % de l'énergie transmise était incidente à l'antenne de réception à cause de la différence de taille entre l'émetteur et le récepteur. L'utilisation d'un tel système n'est évidemment pas sans risque pour la santé, au vu des champs électromagnétiques très puissants
,,.
2008 : Démonstration de transmission d’énergie sans fil par micro ondes sur 148 km à Hawaii,.

### Lumière
2009 : Distance de 900 mètres lors des space elevator games à l'aide d'un laser à diodes de 4 kW,.